# Chris Dawson (cầu thủ bóng đá, sinh 1979)
Chris Dawson (sinh ngày 22 tháng 8 năm 1979) là một cựu cầu thủ bóng đá thi đấu ở châu Âu và châu Á, và cho Đội tuyển bóng đá quốc gia Seychelles.
Là một tiền vệ, Dawson thi đấu cho Bolton Wanderers trước khi rời Anh để đến Malaysia thi đấu cho Kuala Lumpur. Sau đó ông trở lại Anh và gia nhập Leigh RMI trước khi đến Bromsgrove Rovers FC. Dawson có 4 lần khoác áo cho Seychelles.